# Altavilla Milicia
Altavilla Milicia är en ort och kommun i storstadsregionen Palermo, innan 2015 i provinsen Palermo, i regionen Sicilien i sydvästra Italien. Kommunen hade 8 340 invånare (2017).